# Neohyssura spinicauda
Neohyssura spinicauda är en kräftdjursart som först beskrevs av Walker 1901.  Neohyssura spinicauda ingår i släktet Neohyssura och familjen Hyssuridae. Inga underarter finns listade i Catalogue of Life.